# 2010 a légi közlekedésben
Ez a lista a 2010-es év légi közlekedéssel kapcsolatos eseményeit tartalmazza:

## Események

### január
- január 13.
  - Felfüggeszti működését és járatainak üzemeltetését a német Blue Wing légitársaság.
  - Műszaki hiba miatt lezuhan a Jemeni Légierő egy kiképzésre használt katonai repülőgépe Ádentől délre.[1]
- január 14. – Gyakorlórepülés közben az Orosz Légierő 86-os oldalszámú Szu–27SZM vadászrepülőgépe a Távol-keleti Légierő és Légvédelmi Körzetben, a Habarovszki határterületen, Komszomolszk várostól mintegy 30 km-re. (Moszkvai idő szerint 9:27-kor a repülőgép eltűnik a radarindikátorokról, mely tényét a délutáni órákban erősítik meg különböző orosz és más hírforrások. A pilóta – valószínűleg Vlagyimir Szoboljev ezredes – nem tudott katapultálni, életét veszti, a gép a 23. elfogóvadász-ezred (23. IAP) állományába tartozott. Hivatalos információk szerint a gép a Dzemgi-i repülőtér (ICAO: UHKD)[2] 30 km-es körzetében tűnt el.[3] A tavalyi évben két baleset volt a típussal kapcsolatban, mindkettő augusztusban. A balesetekben elveszett három repülőgépből kettő orosz, egy belarusz.)
- január 16. – Az Aeroflot – Oroszországban utolsóként – kivonja a forgalomból legendás Tu–154-es gépeit.[4]
- január 21. – Lezuhant a Finn Légierő HN–468 lajstromszámú F–18D Hornetje (FrankenHornet), mert gyakorlórepülés közben süllyedésből vezetett emelkedő manőver közben irányíthatatlanná vált (9000 méter felett). Mindkét pilóta sikeresen katapultált 4500 méteren. A hét héttel korábban átadott, átépített repülőgép egy erdő szélére zuhant, kiégett.[5]
- január 25. – Lezuhan az Ethiopian Airlines ET409-es járatát teljesítő Boeing 737–800-as gépe (lajstromjele: ET-ANB), amely Bejrútból Addisz-Abebába tartott, 82 utassal és 8 főnyi személyzettel. A gép rendben felszáll a bejrúti reptérről az utazási magasság elérése után azonban hirtelen zuhanni kezd, és nem sokkal később becsapódik a Földközi-tengerbe. A szemtanúk szerint a baleset pillanatában a fedélzeten robbanás történt, ezért a szakemberek eleinte merényletre gyanakodnak.[6]
- január 29. – Szergej Bogdan vezetésével sikeresen elvégezte első, 45 perces repülését az ötödik generációs orosz PAK FA vadászrepülőgép.[7][8]

### február

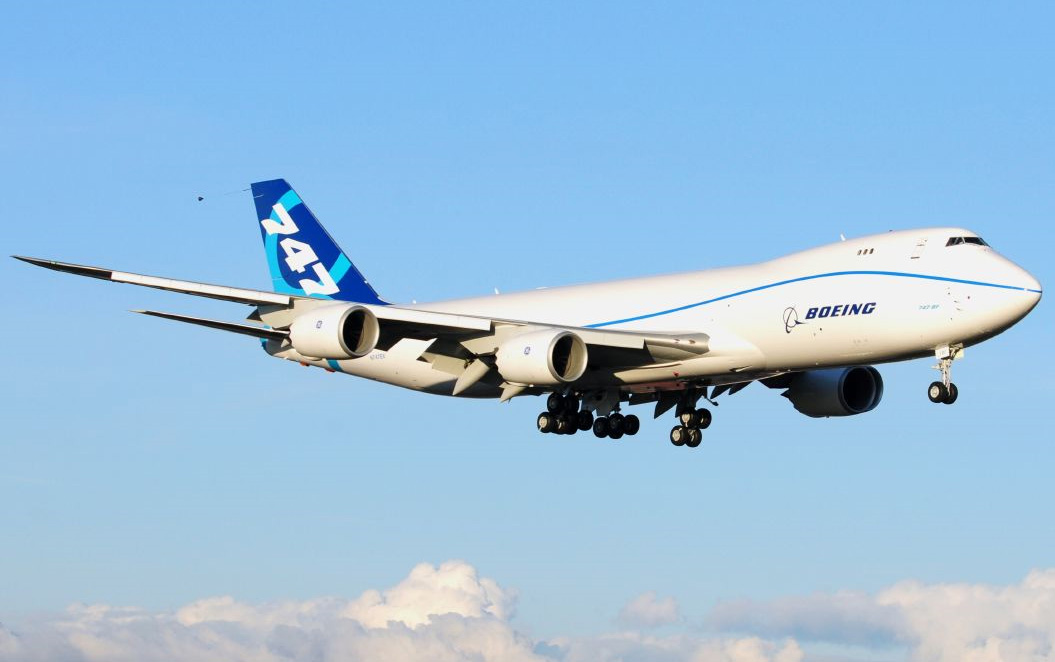
A Boeing 747–8 prototípusa első repülésén

- február 8. – Elvégzi első repülését a Boeing 747–8F prototípusa.

### április

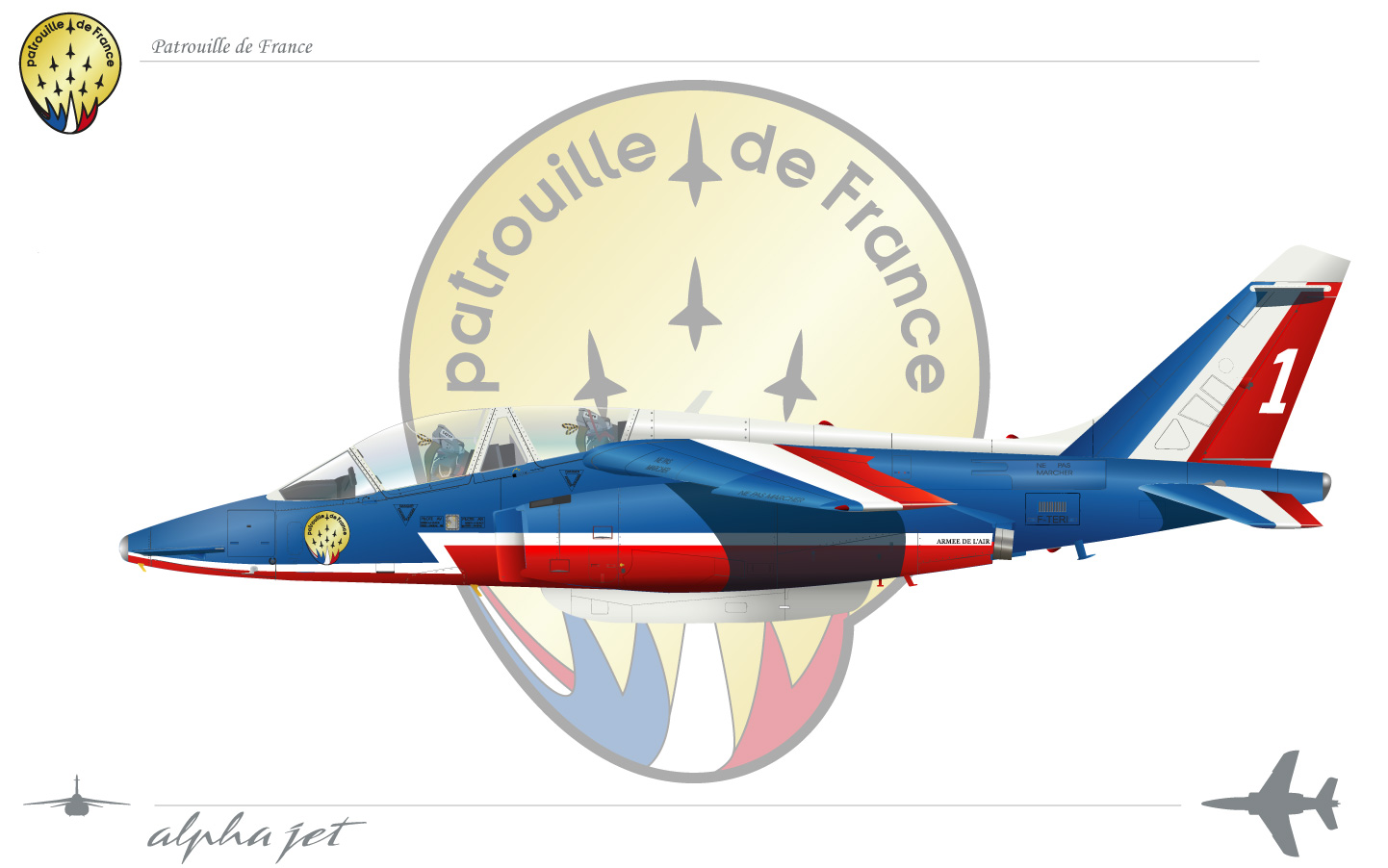
A Patrouille de France Alpha Jetje

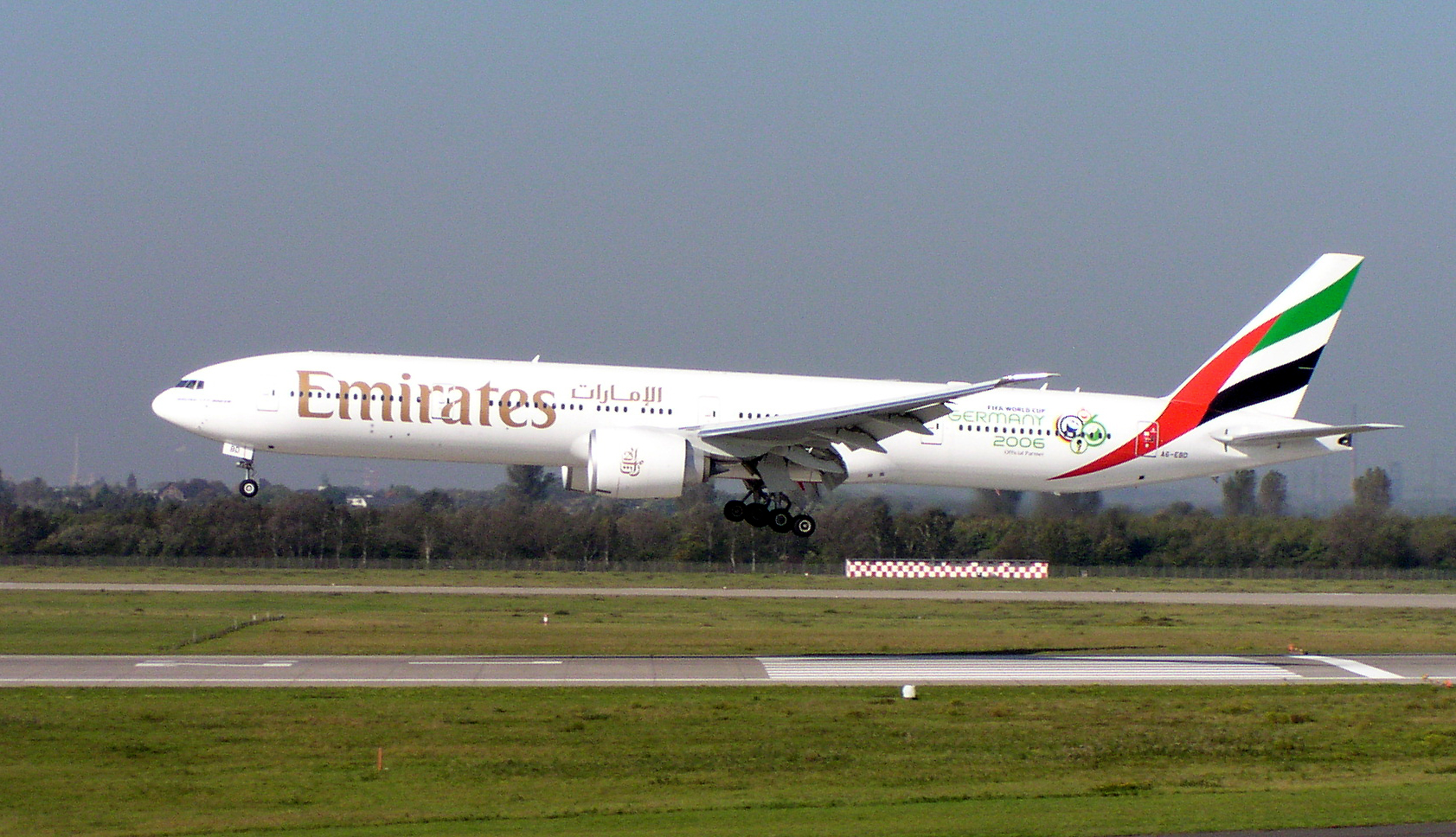
Emirates, Boeing 777-300

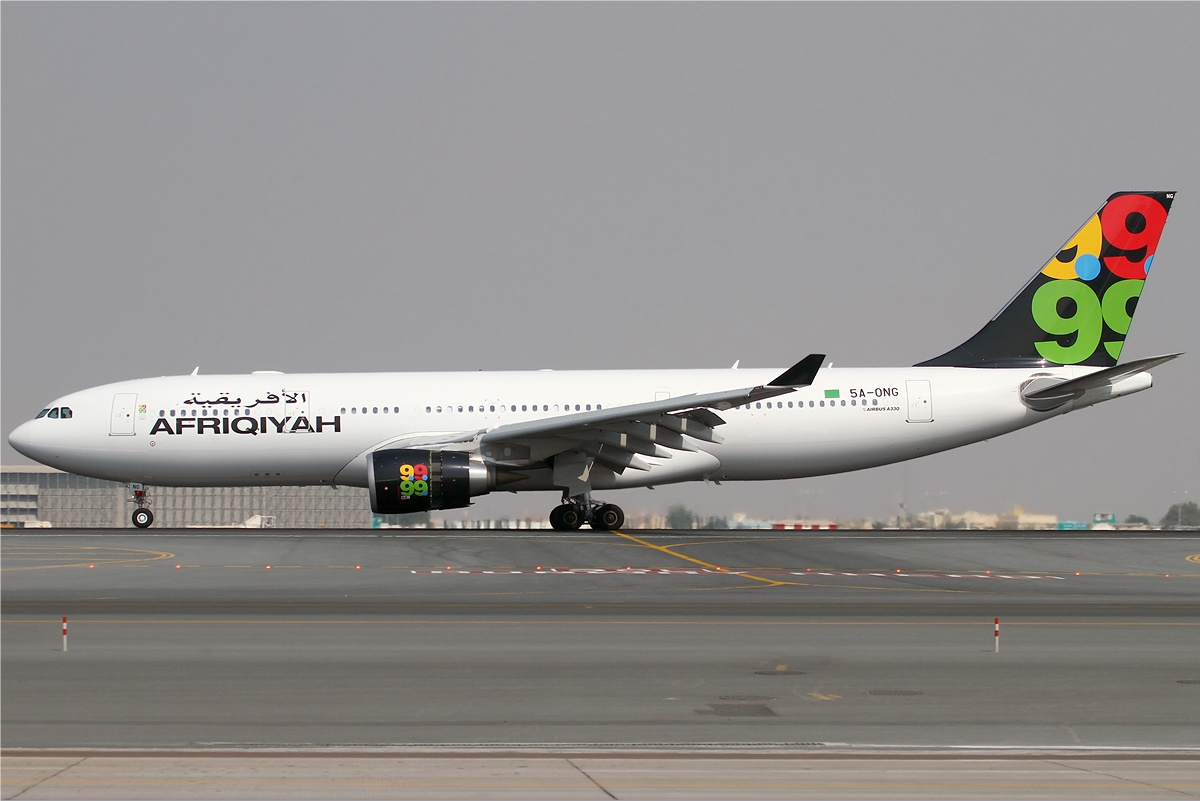
A Tripoliban lezuhant Airbus A330-as (Afriqijah Airways 5A-ONG)

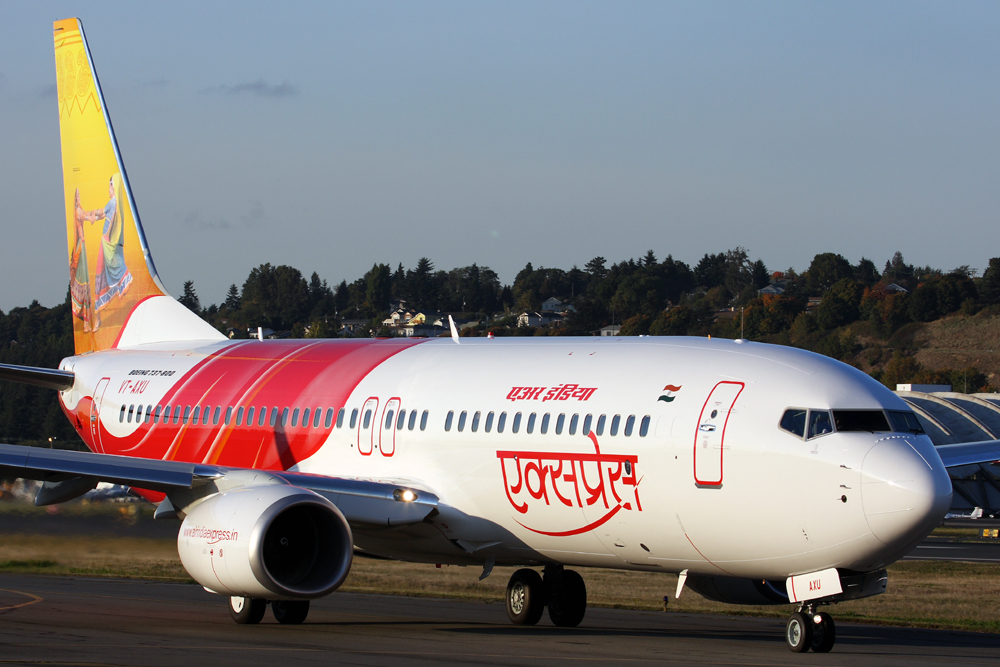
Az Air India Express egyik Boeing 737-ese

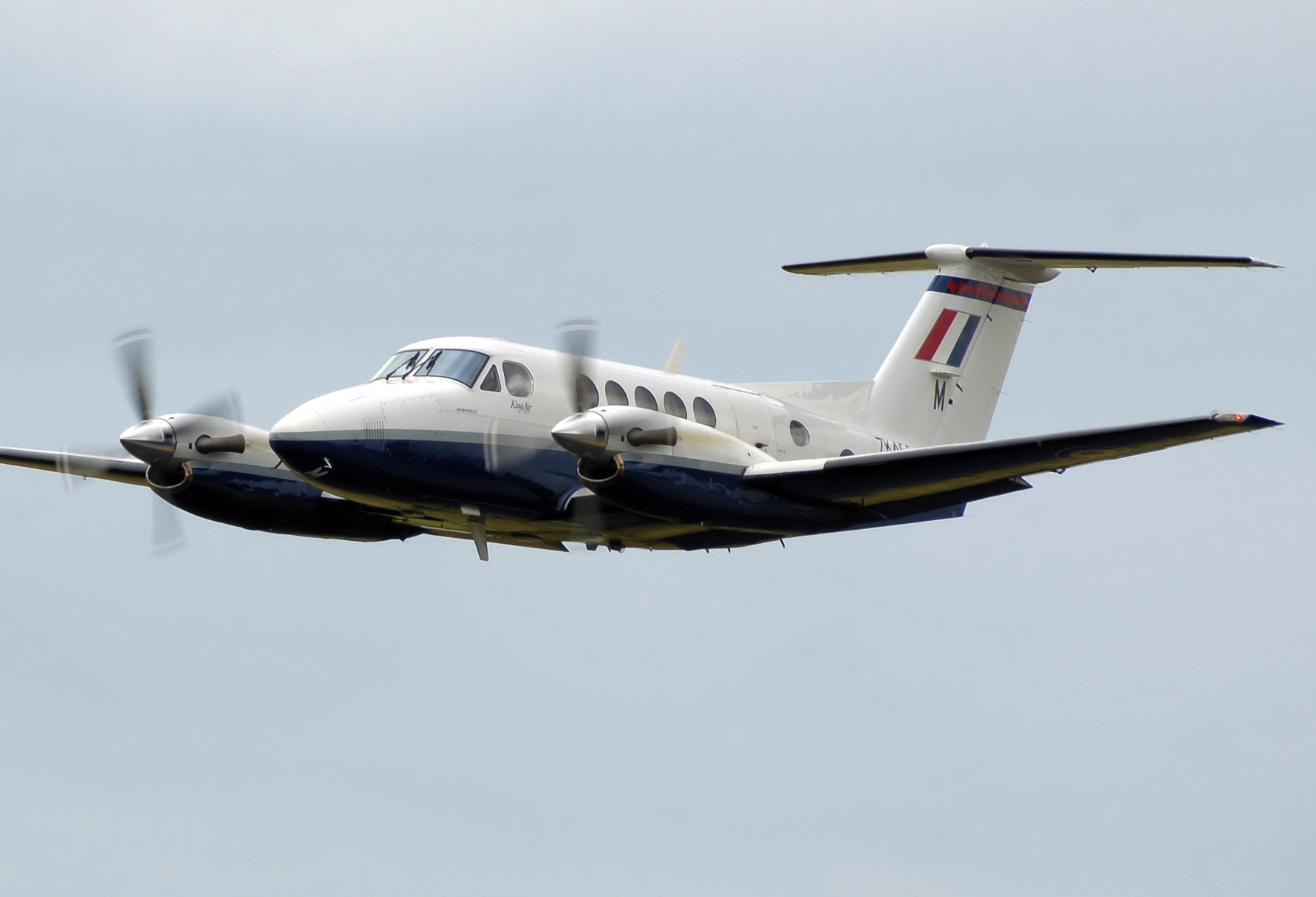
Egy Beechcraft King Air

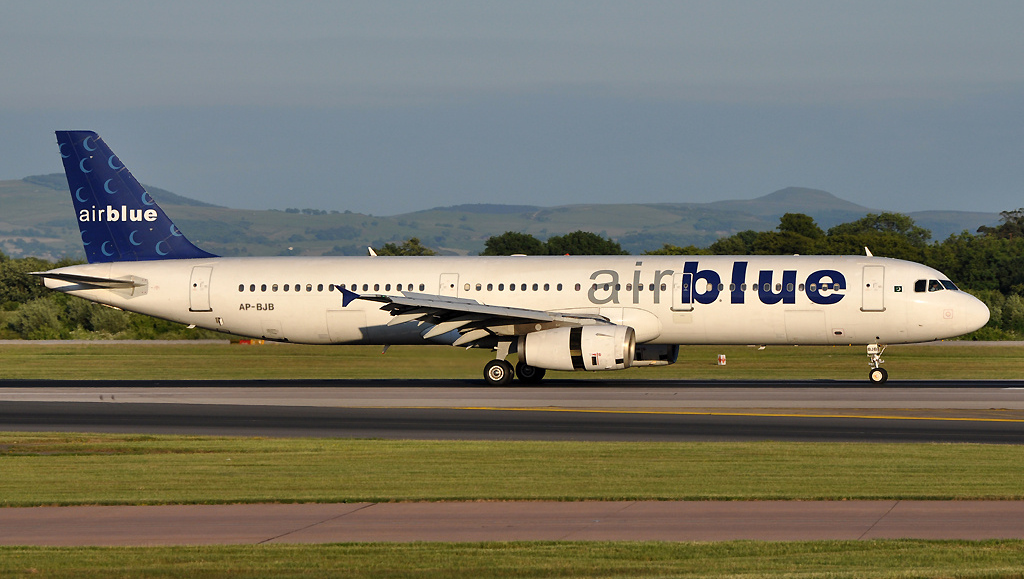
Az Iszlámábádban lezuhant AP-BJB lajstromjelű Airbus A321-es

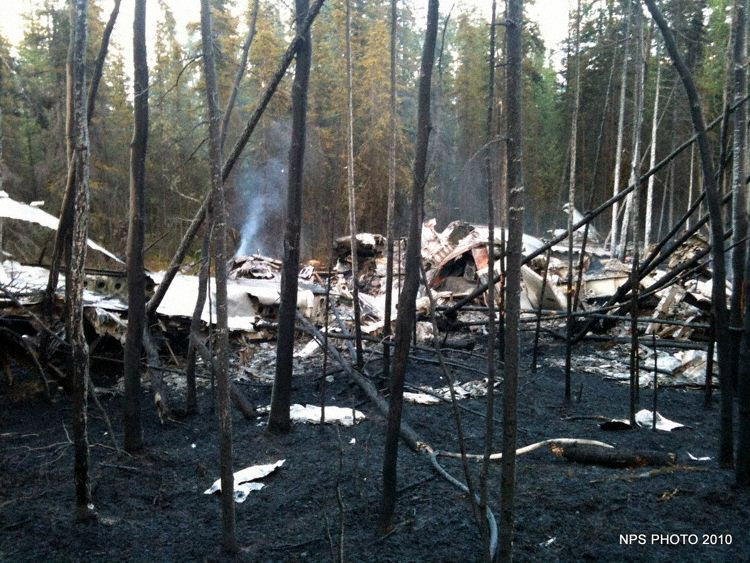
Az Alaszkában lezuhant C–123-as roncsai (NPS fotó)

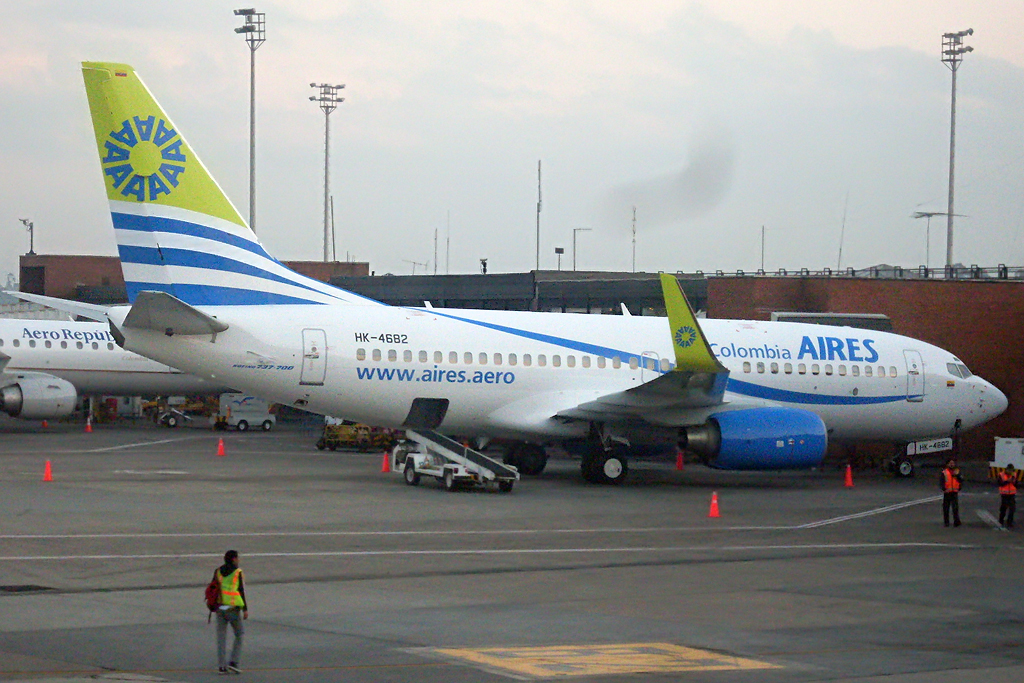
Az Aires légitársaság San Andrés szigeten balesetet szenvedett utasszállítója (HK-4682)

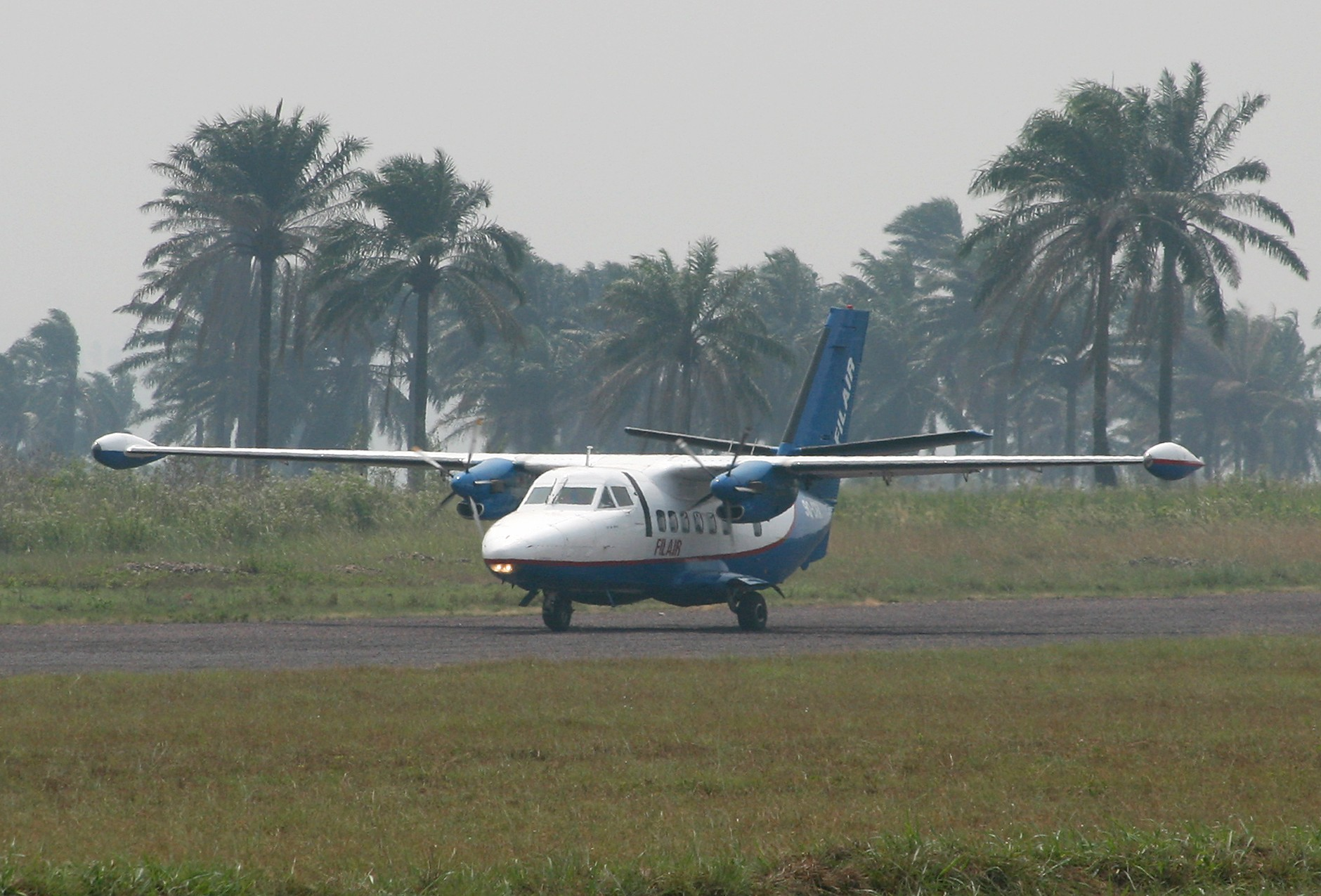
A Filair egyik LET L–410-es gépe (9Q-CDN)

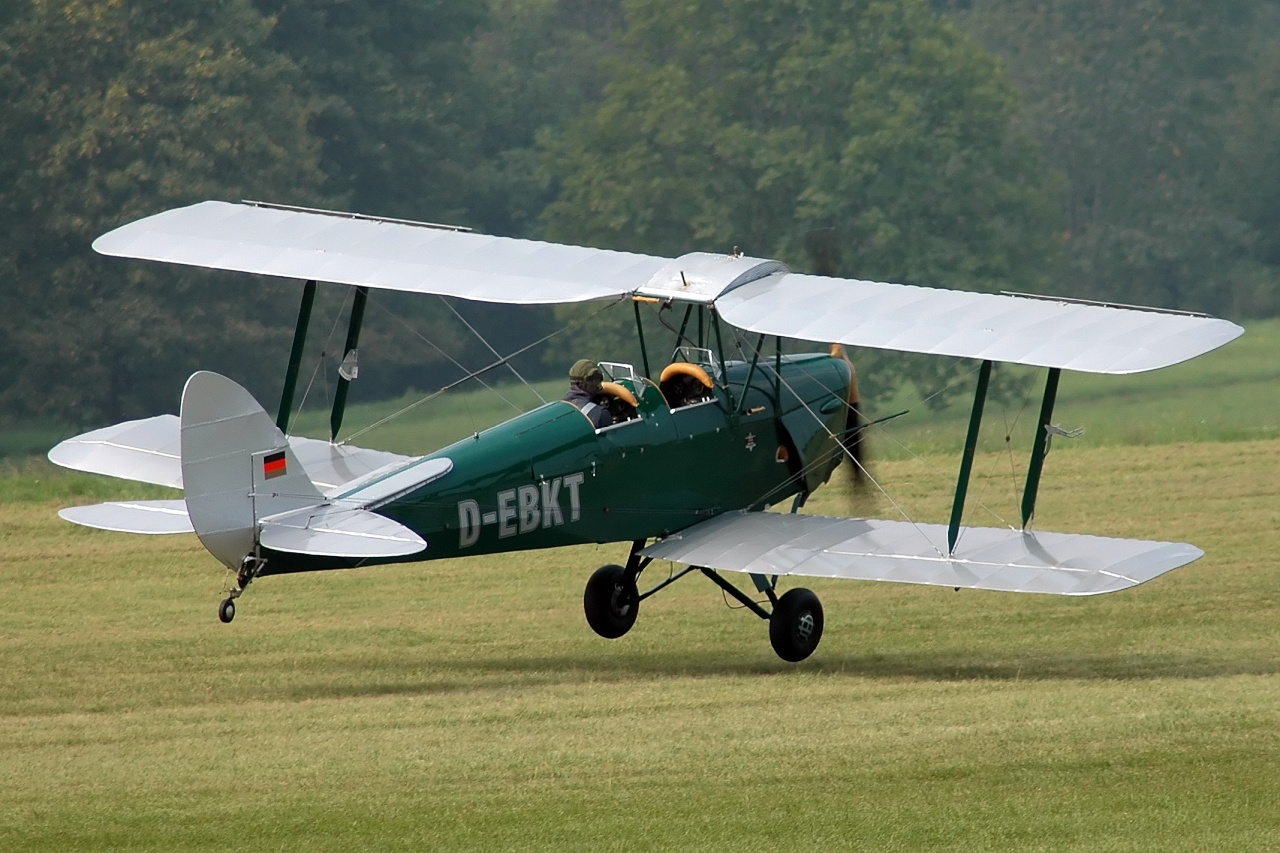
A Lilinghof repülőtéren nézők közé csapódó DH.82-es (D-EBKT)

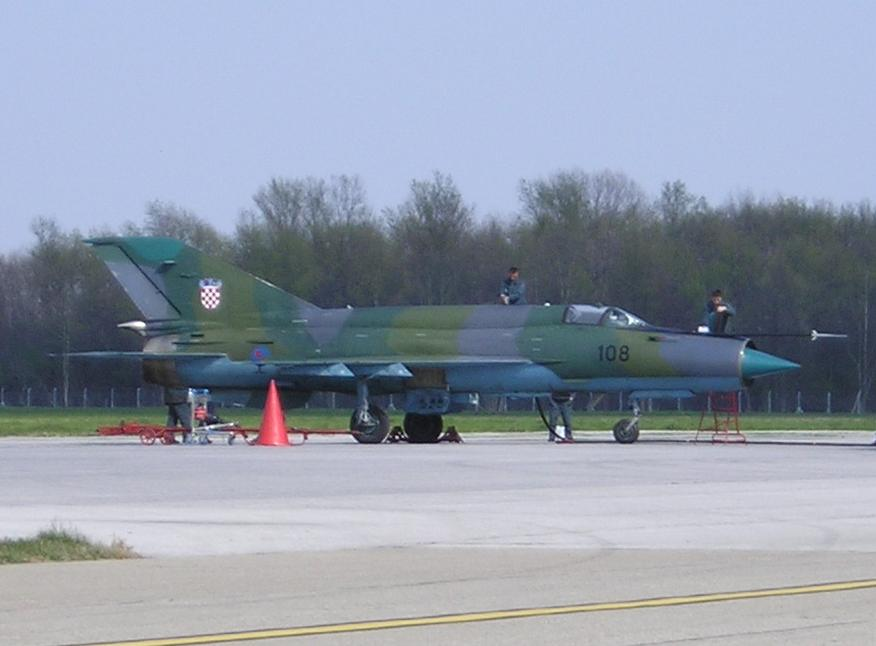
A Horvát Légierő 108-as oldalszámú, balesetet szenvedett MiG–21-es gépe

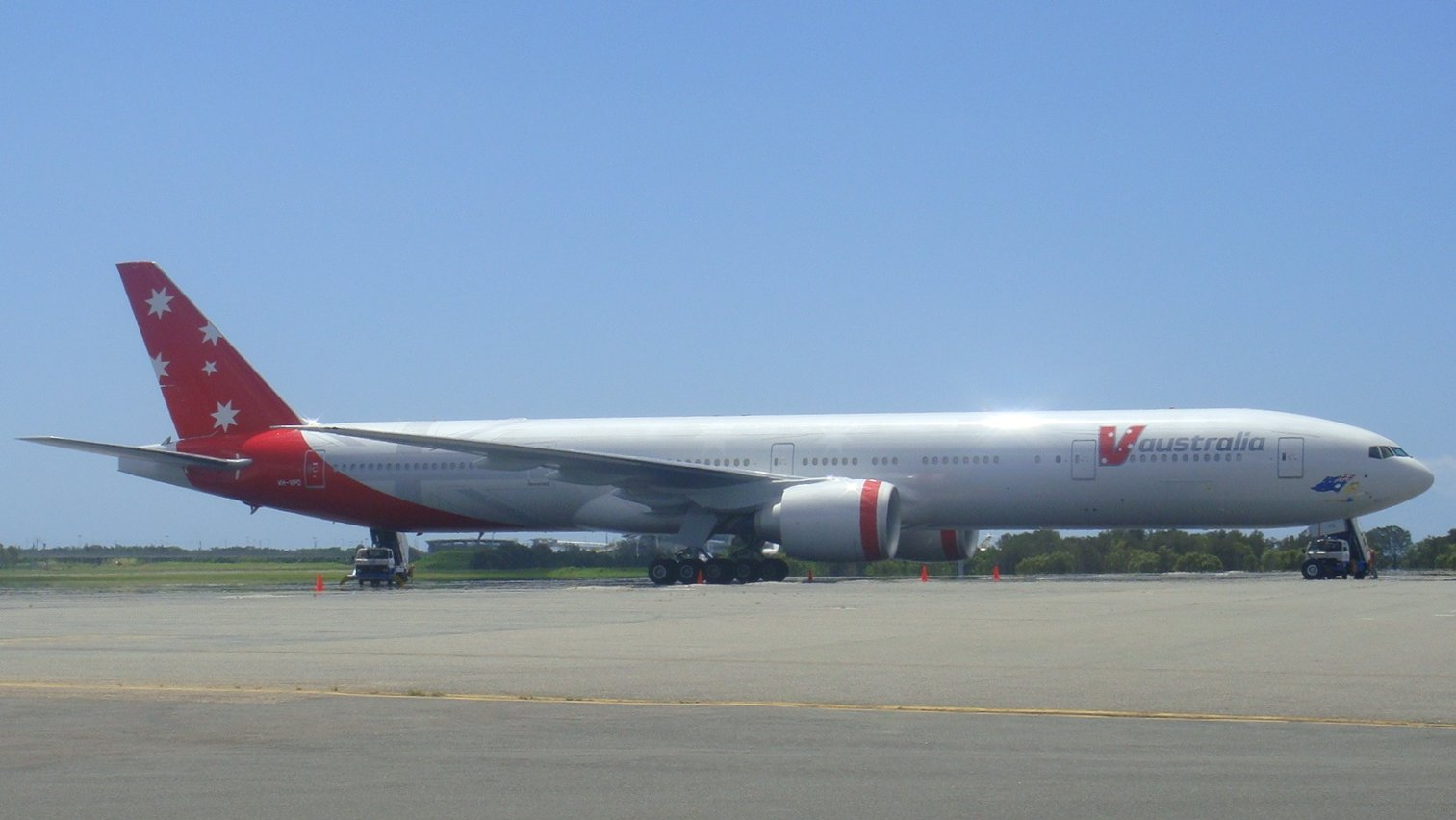
A V Australia Los Angelesben megsérült 777–300-as gépe (VH-VPD)

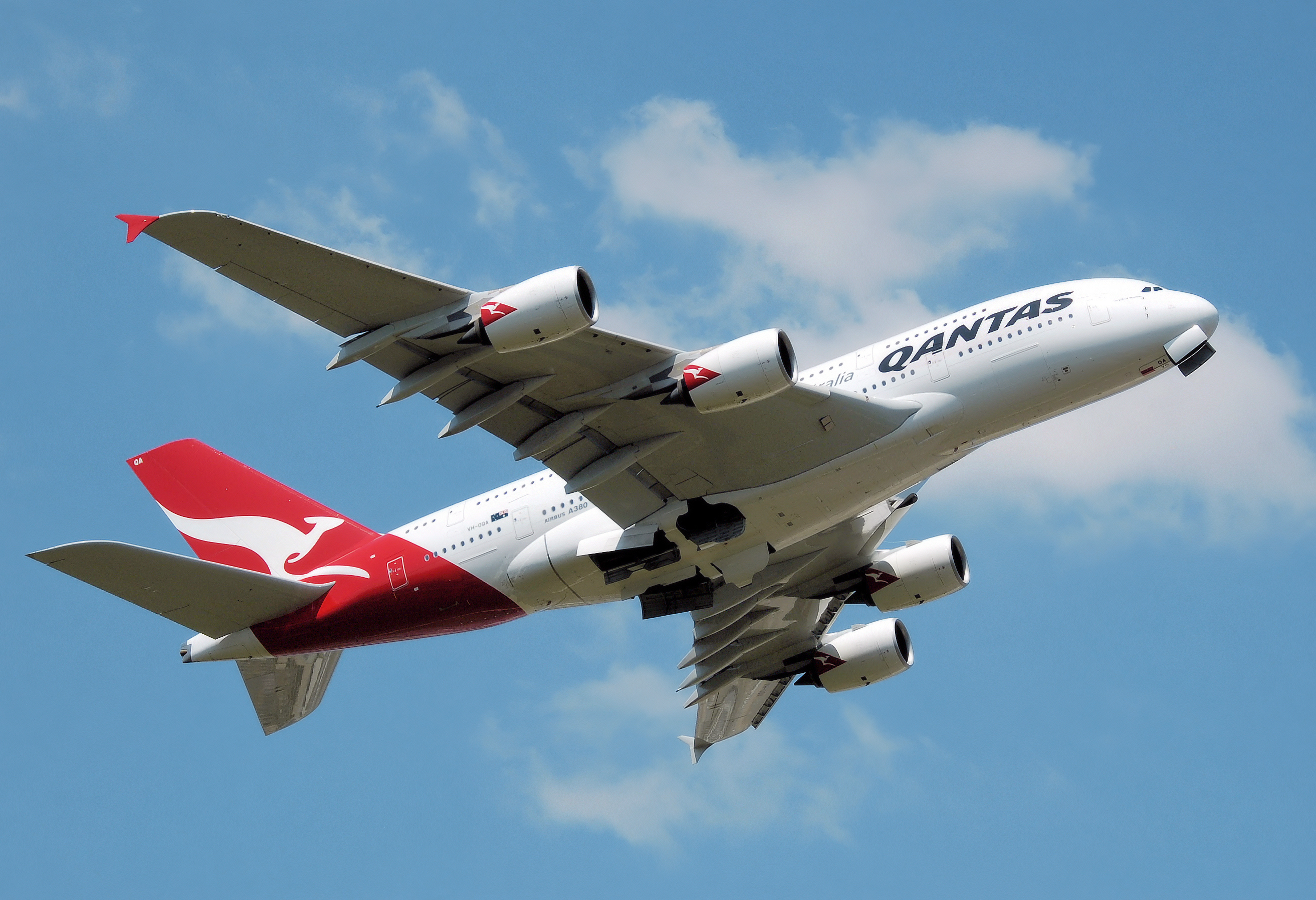
A Qantas megsérült A380-as gépe (VH-OQA)

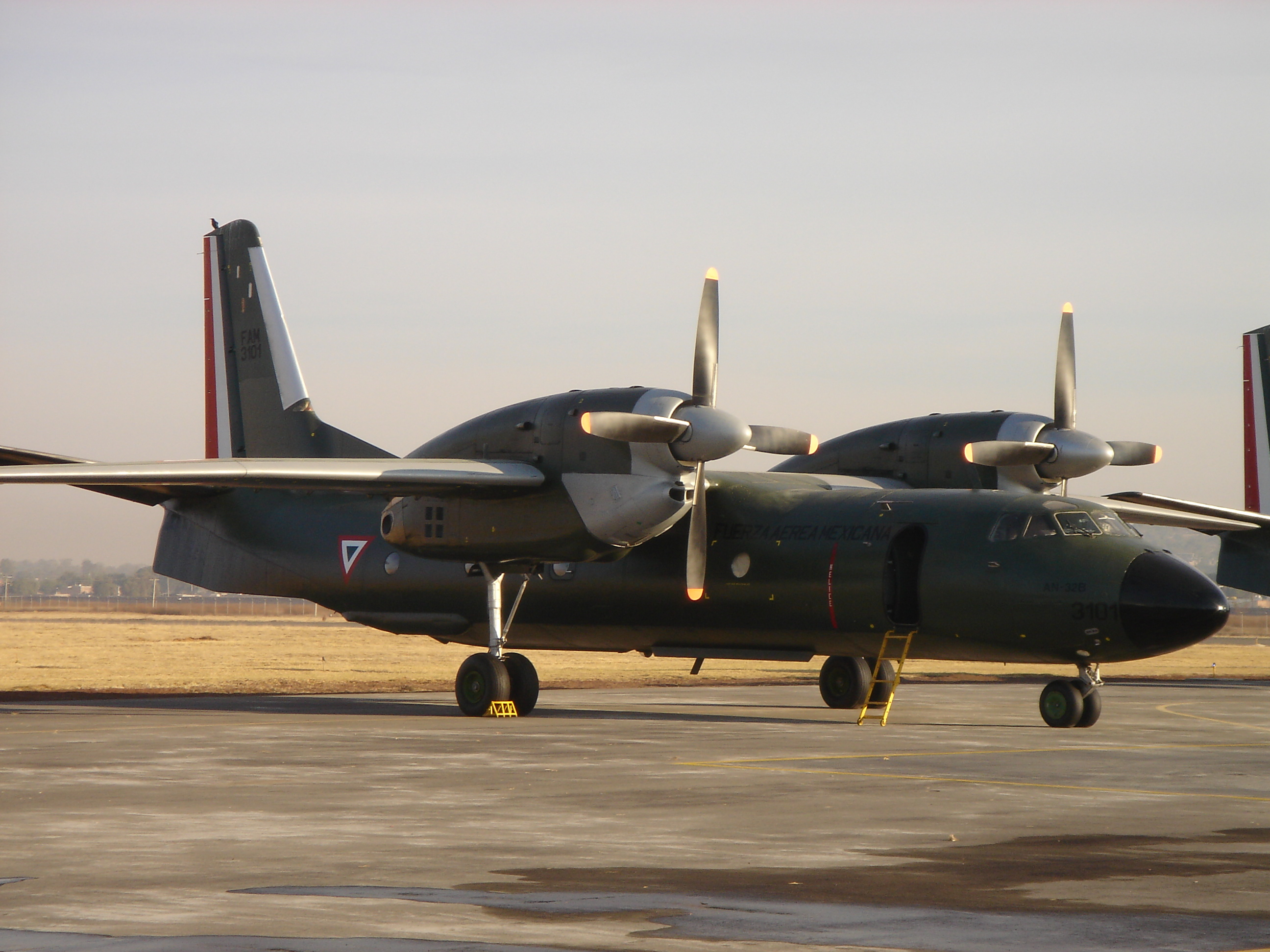
A Mexikói Légierő lezuhant 3101-es oldalszámú An–32-es gépe

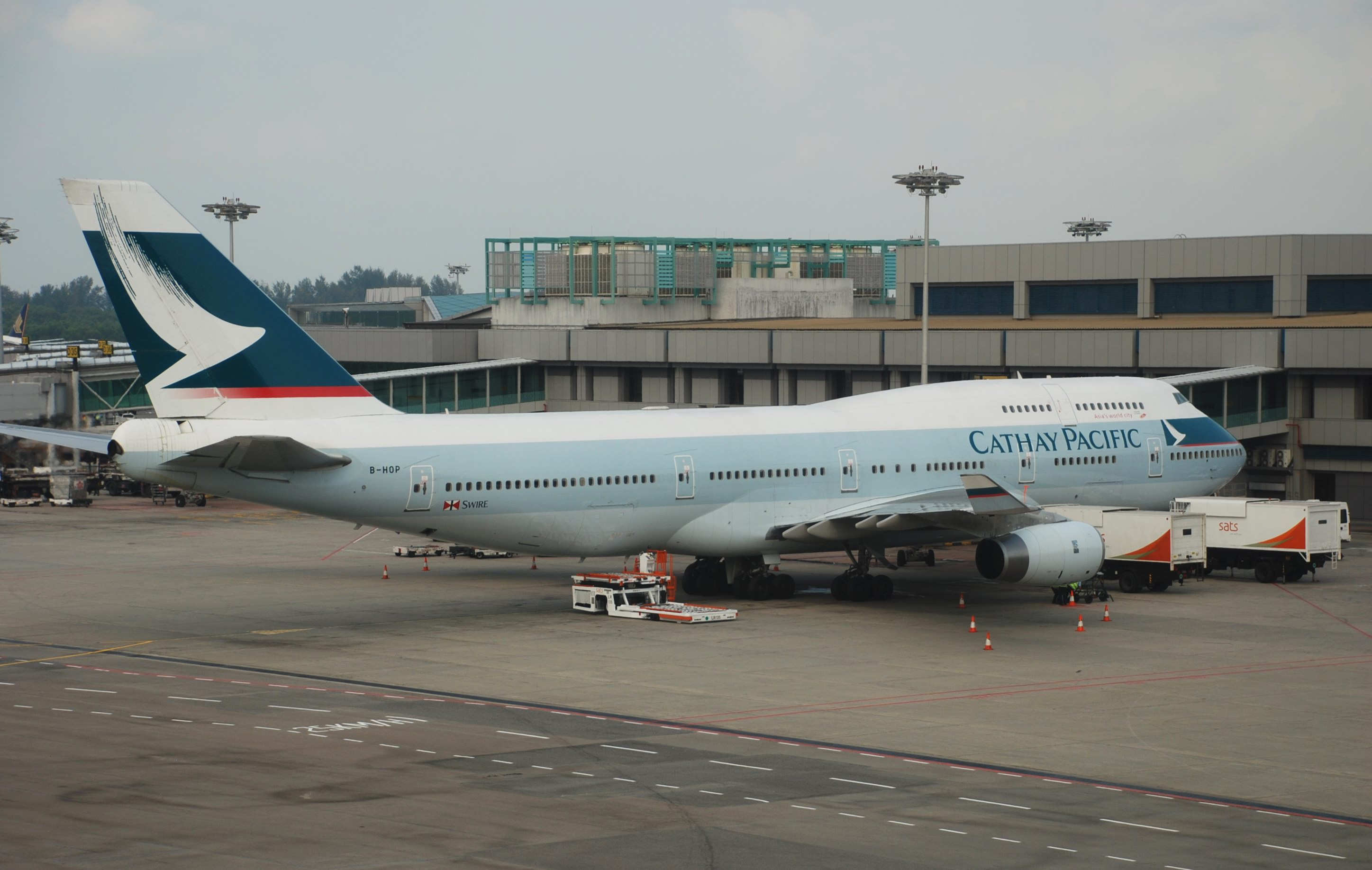
A karagandában kényszerleszállást végrehajtó Cathay Pacific Boeing 747-es gépe (B-HOP) (Szingapúr, Szingapúr-Changi repülőtér)

- április 10. – Az oroszországi Szmolenszk közelében lezuhan a Lengyel Légierő 101-es oldalszámú Tu–154M szállító repülőgépe, amely a katyńi vérengzés áldozatainak emlékünnepségére szállít utasokat. A gép fedélzetén tartózkodók, köztük Lech Kaczyński, a Lengyel Köztársaság elnöke, felesége, valamint további magas rangú lengyel állami és katonai, védelmi vezetők életüket vesztik. Orosz jelentések szerint a 96 főből (88 utas és 8 fős személyzet, a korai tudósítások 132 főt említettek) túlélők nincsenek, a repülőgép mindkét fekete dobozát megtalálták. Dmitrij Medvegyev orosz államfő utasítására kormánybizottság alakul, melynek élén Vlagyimir Putyin kormányfő gyors és alapos kivizsgálást ígér, melyet a hatóságok megkezdenek.[9][10]
- április 13.
  - Indonéziában leszalad a 2 km-es kifutópályáról a Merpati Nusantara légitársaság Boeing 737–300 (lajstroma PK–MDF) típusú utasszállító repülőgépe. A gép (járatszám MZ 836) helyi idő szerint 11 óra körül próbál a manokwari Rendani repülőtéren landolni, ám az erősen zuhogó eső és a sűrű köd miatt a gép megcsúszik és fáknak ütközik, az egyik félszárnya leszakad, a géptörzs pedig egy 170-200 méterre lévő sekély folyóban áll meg. A gépen 103 utas és hattagú legénység tartózkodik, halálos áldozat nincs, de legalább húszan könnyebb sérülést szenvednek.[11][12]
  - Lezuhan a mexikói AeroUnion légitársaság egyik Airbus A300-as típusú teherszállító gépe (lajstromszáma: XA-TUE). A gép Monterrey repülőterének közelében egy főút mellé zuhan. A gép két pilótája és egy az úton közlekedő autóban utazó 3 ember életét veszti.[13]
  - Kigyullad a Cathay Pacific CX 780-as járatának egyik kereke kényszerleszállás közben. Az Airbus A330 az indonéziai Surabayából indul a hongkongi Chek Lap Kok repülőtérre 309 utassal és 14 fős személyzettel. A gép helyi idő szerint délután két óra előtt kényszerleszállást hajt végre az egyik hajtómű meghibásodása miatt. A személyzet az utasokat időben kimenekíti a vészcsúszdákon keresztül. A kimenekítés és leszállás közben pár utas megsérül, de halálos áldozatot nem követel az eset. A gép bal oldalán négy, míg jobb oldalán kettő gumiabroncs kilyukad.[14]
  - Az American Airlines 49-es járata kényszerleszállást hajt végre délután 2 óra előtt Izlandon, miután az utasok füstre panaszkodtak az utastérben. A Boeing 767-300-as típusú gép a párizsi Charles de Gaulle repülőtérről tartott Dallasba 133 utassal és 12 főnyi személyzettel a fedélzeten, a landolás sikeres volt senkinek nem esett baja.[15]
  - Lezuhan a Patrouille de France bemutató kötelék egyik gépe gyakorlás közben helyi idő szerint 10óra 15 perckor, a pilóta katapultál könnyebb sérüléseket szerez. Az Alpha Jet típusú gép egy mezőre zuhan a, Plan-de-Dieu repülőtér közelében.[16]
- április 15. – Összeomlott Nagy-Britannia, Írország és Észak-Európa légi közlekedése az izlandi Eyjafjallajökull vulkán kitörése miatt. A vulkáni hamu a Brit szigetek fölé sodródik, emiatt nem indít és fogad járatokat a belfasti, a glasgow-i, az aberdeeni, a manchesteri, a liverpooli, a newcastle-i, a birminghami, valamint a londoni London–Gatwick repülőtér és Heathrow repülőtér. Londonban összesen 250 járatot törölnek köztük két Budapestit is. A kora délutáni órákban a hamufelhő megbénítja Skandinávia és az észak-európai országok köztük Dánia, Hollandia, Belgium légi forgalmát is. A kedvezőtlen időjárási viszonyok miatt a hamufelhő eléri Franciaország, Németország, és Lengyelország északi területeit is.[17][18]
- április 16. – Este 19:00-tól április 17-én este 19:00-ig, lezárták Magyarország légterét az Izlandon kitört Eyjafjallajökull vulkán által a légkörbe juttatott hamu miatt. Ezen a napon Európa Alpoktól északra lévő részén teljesen leállt a légi közlekedés.[19]
- április 19. – Teljesen feloldják a légtérzárlatot Magyarország felett, így Ferihegy újra indít és fogad járatokat.[20]
- április 21. – Lezuhan a fülöp-szigeteki Interisland Airlines Antonov An–12-es szállítógépe (UP-AN216 lajstrommal), a gép még a levegőben kigyulladt és lezuhant, a 6 fős személyzetből hárman meghaltak.[21]
- április 25.
  - Légörvénybe kerül és 4600 métert zuhan az Emirates légitársaság egyik Boeing 777-es típusú gépe. A gépen 361 utas és 14 főnyi személyzet tartózkodik, 17 személy könnyebben megsérül. A gép végül az eredeti célállomásán, az indiai Kochi repülőterén landol.[22]
  - Lezuhan az Új-Zélandi Királyi Légierő egyik Bell UH–1H helikoptere Wellingtontól körülbelül 40 Km-re északkeletre, a gép négyfős személyzetéből hárman életüket vesztik egy fő súlyosan megsérül. A helikopter az Ohakea Légibázisról száll fel, hogy részt vegyen az ANZAC Day nevű megemlékezésen.[23]

### május
- május 12. – Leszállás közben felrobban és a földbe csapódik a líbiai Afriqiyah Airways (al-Afrikíja) 5A-ONG lajstromjelű (1024-es gyártási számú) Airbus A330-200-asa a líbiai Tripoli nemzetközi repülőterén. A 8U 771-es járatot teljesítő repülőgép fedélzetén 103 ember tartózkodik (92 utas és 11 főnyi személyzet), egy 9 éves holland kisfiú túléli a balesetet.[24]
- május 16. – Lezuhan a Blue Wings Airline légitársaság kétmotoros An–28-as típusú repülőgépe az amazonasi őserdőben, Francia Guyana határa közelében. A gép a suriname-i Godolo repülőteréről száll fel, úti célja Paramaribo volt. A 6 utas és 2 pilóta eltűnt.[25]
- május 22. – Túlfut a futópályán, majd kiég az indiai Air India Express légitársaság Boeing 737-800 típusú repülőgépe (lajstromjele VT-AXV) az indiai Mangalor repülőterén. A 182-es járaton 166-an tartózkodnak 8-an túlélik a katasztrófát.[26]

### június
- június 15. – Kiképzési repülés végrehajtása közben lezuhan az Indiai Légierő egyik MiG–21-es vadászgépe. A Pathankot légibázisról induló gép pilótája sikeresen katapultál.[27]
- június 16.
  - A Trans State Airlines egyik Embraer ERJ 145-ös (FAA-lajstromjele: N847HK) gépe túlfut az ottawai nemzetközi repülőtér leszállópályáján. A gép orra a puha talajba fúródik, a fedélzeten 35-en utaznak a két pilóta és egy utas könnyebben megsérül.[28]
  - Kiképzési repülés közben lezuhan a Mianmari Légierő egyik Mi–2-es helikoptere. A Namshan légibázisról felszálló gépen öten tartózkodnak, négy ember életét veszti.[29]
- június 18. – Kiképzési repülés teljesítése közben a tengerbe zuhan a Dél-koreai Légierő egyik F–5F típusú gépe. A Gangneung városától nem messze lezuhanó gépen mindkét pilóta életét veszti.[30]
- június 20. – A Malév 660-as amszterdami járata közvetlenül a felszállás után visszafordul Budapestre, mivel a Boeing 737-esen füstöt észlelnek a pilótafülkében és az utastérben. A gép 102 utassal a fedélzetén sikeresen landol. A vizsgálatok kiderítik, a füstöt az előző napi hajtóműtisztításból visszamaradt tisztítóanyag okozza.[31]
- június 21. – A Kongói Köztársaság területén lezuhan a Kamerun Aero Service, CASA C–212 Aviocar (lajstromjele: TN–AFA) típusú repülőgépe Yangadou falu közelében, a fedélzeten tizenegy ember veszti életét. A gépet a Sundance Resources ausztrál bányászati társaság bérli, melynek elnöke Ken Talbot és a teljes vezetőség is a gépen utazik.[32]
- június 23. – A felszállása után nem sokkal a földbe csapódik egy Beechcraft King Air típusú repülőgép a quebec-i reptéren, a fedélzeten utazó hét ember szörnyethal.[33]
- június 26. – Visszafordul Ferihegyre a Wizz Air londoni járata, mert meghibásodik a futómű mozgatásáért felelős rendszer, az Airbus A320-as sikeresen landol a futópályán.[34]

### július
- július 5. – A földbe csapódik, majd kiég egy Cessna–172-es (lajstromszáma: HA-JUT) Budapest III. kerületében. A gépen hárman utaznak köztük az Oxxo Racing Team kamionversenyzője Szobi Balázs. A balesetet senki nem éli túl.[35]
  - Felszállás közben visszazuhan a földre a Román Hadsereg állományába tartozó egyik An–2-es gép, mely ejtőernyősöket szállított. A román közlekedési miniszter 8 halálos áldozatról számol be.[36]
- július 7. – A rossz látási- és kedvezőtlen időjárási körülmények miatt lezuhan a Mexikói Légierő egyik Bell 206 típusú helikoptere, mely három halálos áldozatot követel.[37]
- július 12. – Lezuhan a Cseh Légierő L–39 Albatros típusú kiképzőgépe, gyakorló repülés közben. A két pilóta sikeresen katapultál.[38]
- július 23. – A 188738 sorozatszámú CF–18A lezuhan a Lethbridge megyei repülőtéren az Albertai repülőnap során, alacsony magasságú bemutatórepülés közben. A pilóta, Brian Bews százados sikeresen katapultál.[39][40]
- július 25.
  - Leszálláskor kettétörik, majd kiég a Lufthansa Cargo (Lajstromszáma: D-ALCQ) egyik MD–11-es típusú tehergépe a Khalid király nemzetközi repülőtéren. Az LH8460-as Frankfurt–Rijád járatot teljesítő gépen utazó két pilóta könnyebb sérüléseket szenved.[41][42]
  - Lezuhan az Amerikai Hadsereg ISAF keretein belül működő 08–08048 lajstromú CH–47F szállítóhelikoptere Kabul keleti területén. Négy utas közepes sérüléseket szenved.[43][44]
- július 26. – Lezuhan az Izraeli Légierő egyik Sikorsky CH–53 Sea Stallion típusú helikoptere a romániai Brassó megyében. A helikopter a Blue Sky 2010 nevű román-izraeli közös hadgyakorlaton vesz részt. A gépen hat izraeli és egy román katona veszti életét.[45][46]
- július 28.
  - A 202-es járatot teljesítő pakisztáni Air Blue légitársaság Airbus A321-es típusú gépe (lajstromszáma: AP-BJB) Karachiból Iszlámábádba tart 146 utassal és 6 főnyi személyzettel a fedélzetén, majd nem sokkal a leszállás előtt lezuhan. A balesetnek nincs túlélője.[47]
  - Lezuhan Alaszkában az Amerikai Légierő 3. Légiszállító-ezrede 517. Légiszállító századának (517th Airlift Squadron 3rd Wing) egyik C–17A Globemaster III teherszállító repülőgépe az egyesített Elmendorf–Richardson légi támaszpont közelében. A géppel a hétvégi légi parádéra készülnek. A repülőgép földbe csapódása során a négyfős legénység életét veszti, a gép megsemmisül. Az eseményt másnap jelenteti be a Légierő, amely az első ilyen a típus 1993 júliusi hadrendbe állása óta.[48]

### augusztus
- augusztus 1. – Lezuhan egy amerikai C–123 Provider típusú teherszállító repülőgép az alaszkai Denali Nemzeti Park területén (FAA-lajstromjele N7099R). A Healy-hegy déli lejtőjének vágódó gépen hárman tartózkodnak. A balesetnek nincs túlélője.[49]
- augusztus 2. – Lezuhan az orosz Katekavia légitársaság egyik An–24-es regionális utasszállító repülőgépe (lajstromjele: RA–46524). A gép Krasznojarszkból repül Igarka városába 11 utassal és 4 főnyi személyzettel. Az igarkai repülőtértől pár száz méterre földbe csapódó gépen 1 utas és a személyzet 3 tagja életben marad.[50]
- augusztus 6. – Lezuhan az Orosz Légierő egyik Szu–25UB típusú csatarepülője Oroszország Bajkálontúli határterületén. A pilóták időben és sikeresen katapultálnak.[51]
- augusztus 8. – Lezuhan egy magánhelikopter a Minszk melletti Borovaja repülőtéren. Az MD 500 típusú gép 76 éves német pilótája szörnyethal.[52]
- augusztus 9. – Lezuhan egy DHC–3 Otter típusú repülőgép az alaszkai Dillingham városától 32 km-re északra. A gép egy anchorage-i cég tulajdona. A fedélzeten utazó kilenc emberből öten életüket vesztik.[53][54]
- augusztus 10. – Isztambul, Atatürk nemzetközi repülőtér. Az Azerbaijan Airlines 75-ös számú járata, egy Airbus A319-111-es típusú utasszállító repülőgép futóművei összecsuklottak a repülőgép törzse alatt, miközben az a felszálláshoz készülődött. A gépen utazók és a személyzet nem sérült meg és mindannyian épségben hagyták el a gépet.[55]
- augusztus 16. – Villámcsapás miatt kényszerleszállást hajt végre a kolumbiai Aires légitársaság 8250-es járatát teljesítő Boeing 737 típusú utasszállító gépe (lajstromjele: HK–4682) a San Andrés-szigeten. Földet éréskor a gép három részre szakad. A fedélzeten 121 utas és 6 főnyi személyzet tartózkodik, egy utas életét veszti.[56][57]
- augusztus 17.
  - Kiképzési repülés végrehajtása közben a tengerbe zuhan a Fülöp-szigeteki Haditengerészet egyik Bo 105C típusú helikoptere (Lajstromjele: PNH411) Zamboanga mellett. A gépen öten tartózkodnak, 3 főt sikeresen megmentenek két ember eltűnt. Szemtanúk szerint a balesetet a gép hajtóművének felrobbanása okozta.[58]
  - Lezuhan az Iráni Légierő egyik F–4E típusú vadászgépe, a két pilóta sikeresen katapultál, apróbb sérüléseket szenvednek. A bushehri atomerőműtől körülbelül negyven kilométerre, sivatagos területre zuhanó gép technikai meghibásodás miatt szenvedett balesetet.[59]
  - Lezuhan egy az Észak-Koreai Légierő felségjelzését viselő MiG–21PFM vadászrepülőgép a kínai Lagu városában. A gép pilótája szörnyethal.[60][61]
- augusztus 24.
  - Hegynek ütközik a nepáli Agni Air légitársaság AG-101-es járatát teljesítő Dornier Do 228 (lajstromjele: 9N–AHE) típusú utasszállító gépe Katmandutól 80 km-re délre. A fedélzeten lévő 15 utas és 3 fős legénység életét veszti.[62]
  - Leszállás közben túlszalad a kifutópályán és kigyullad a kínai Henan Airlines Embraer ERJ–190 típusú VD–8387-es járatát teljesítő utasszállító gépe (lajstromjele: B–3130) a Hejlungcsiang (Heilongjiang) tartományban lévő Jicsün (Yichun) városában. A gépen 96-an tartózkodnak, 54-en túlélik a katasztrófát köztük a gép pilótája is.[63][64]
  - Kiképzési repülés teljesítése közben lezuhan a Spanyol Légierő 11. vadászezredének egyik Eurofighter Typhoon típusú harci gépe a Sevilla közelében lévő Morón légitámaszpont területén. A gép egyik pilótája életét veszti. A típus hadrendbe állított változatai közül ez az első gépveszteség.[65][66]
  - Leszállás közben túlszalad a futópályán és az árokban köt ki az iráni Aseman Airlines Fokker 100 (lajstromjele: EP–ASL) típusú utasszállító gépe. Az EP–773-as járatot teljesítő Teheránból Tabrizba tartó gépen 103 utas és 7 fős legénység tartózkodik, két utas könnyebb sérülést szenved.[67]
- augusztus 25.
  - Leszállás előtt nem sokkal egy háznak ütközik a Filair egyik L–410 Turbolet típusú utasszállító gépe (lajstromjele: 9Q–CCN) a Kongói Demokratikus Köztársaság területén Bandundu repülőterétől 2 km-re. A gépen 18 utas és 3 fős legénység tartózkodik, két utas túléli a katasztrófát, ám egyikük a kórházban életét veszti.[68]
  - Az orrfutó meghibásodása miatt hasra érkezik, majd összetörik a brazil Passaredo Airlines Embraer E–145 (lajstromjele: PR–PSJ) típusú utasszállító gépe. A P3–2231-es Sao Paulo Vitória da Conquista járatot teljesítő gépen 24 utas és 3 fős legénység tartózkodik, két utas könnyebben sérül.[69]
- augusztus 26. – Gyakorlatozás közben összeütközik a Görög Légierő két F–16-os vadászgépe Kréta partjainál a tenger fölött. A baleset után halászok rátalálnak két pilótára, harmadik társukat még keresik.[70]
- augusztus 27. – Lezuhan a Venezuelai Hadsereg egyik Mi–17V–5 típusú helikoptere kábítószer-csempészek keresése közben a kolumbiai határ közelében. A gépen a venezuelai Nemzeti Gárda kötelékébe tartozó 10 katona tartózkodik, a balesetben mindannyian életüket vesztik.[71]

### szeptember
- szeptember 3. – Lezuhan a United Parcel Service N571UP lajstromjelű, Boeing 747–44AF típusú teherszállító repülőgépe Dubaiban. A 006-os járatot teljesítő, Bonn és Dubai között rendszeresen közlekedő gép kétfős személyzete életét veszti.[72][73]
- szeptember 4.
  - Összeütközik a levegőben két kisrepülőgép a nagy-britanniai Wight-sziget fölött. A légibemutatón részt vevő gépeken két-két fő tartózkodik, az egyik gépen mindkét fő életét veszti, a másik gép sikeres kényszerleszállást hajt végre Bembridge repülőterén.[74]
  - Lezuhan egy ejtőernyősöket szállító Fletcher FU24 típusú, ZK-EUF lajstromjelű kisrepülőgép Új-Zélandon. A Fox-gleccser-nél lezuhanó gépen nyolc utas és egy pilóta utazik, mindannyian életüket vesztik.[75][76]
- szeptember 5. – Lezuhan egy kétfedelű légcsavaros DH.82 Tiger Moth típusú gép (lajstromjele: D-EBKT) egy németországi légibemutatón. A balesetben egy ember meghal, 33-an megsérülnek, a gép pilótája sértetlen marad. A baleset a Németország déli részén, Nürnberg városától harminc kilométernyire található Lilinghof repülőtéren történt.[77]
- szeptember 6. – Utcára zuhan, majd kigyullad egy kisrepülőgép az Amerikai Egyesült Államokban, Nevada államban, egy ember meghal hárman súlyosan megsérülnek. A Piper Cherokee típusú gépen három utas és a pilóta tartózkodik.[78]
- szeptember 7. – Az elektromos és navigációs rendszerek meghibásodása miatt kényszerleszállást hajt végre az orosz Alrosa Air légitársaság RA-85684 lajstromjelű Tu–154 típusú utasszállító repülőgépe Izsma mellett egy rossz minőségű kifutópályán. Az 514-es Poljarnij–Moszkva járatot teljesítő gépen 72 utas és kilencfős személyzet tartózkodik, senki nem sérül a balesetben.[79]
- szeptember 11. – Lezuhan az Indiai Légierő egyik Chetak típusú helikoptere a Dzsárkhand tartomány-beli Sinharsi légibázis közelében. A gép háromfős személyzete életét veszti.[80]
- szeptember 13. – Lezuhan a venezuelai Conviasa Airline YV-1010 lajstromjelű ATR–42 típusú belföldi utasszállító repülőgépe a célrepülőtértől 10 km-re. A 2350-es számú, Porlamar–Puerto Ordaz útvonalon közlekedő gépen 51 ember tartózkodik, melyből 15-en életüket vesztik és 36-an túlélik a katasztrófát.[81][82]
- szeptember 15. – Leszállás közben meghibásodik a jobboldali főfutója és ezért hasra érkezik a norvég Widerøes Flyveselskap (lajstromszáma: LN-WIF) egyik de Havilland Dash 8-103B típusú utasszállító gépe. A WF-701-es Bodø–Sandnessjøen járatot teljesítő gépen senki nem sérült meg.[83]
- szeptember 16. – Leszállás közben összeomlik az orrfutója a Freight Runners Express, Beech B190C (lajstromszáma: N191CZ) típusú repülőgépének Milwaukee repülőterén. Az FRG-2456-os Milwaukee-Dayton járatot teljesítő gépen lévő pilóta nem sérül. A gép a futómű hibajelzése miatt fordul vissza Milwaukeeba.[84]
- szeptember 20. – Lezuhan az Orosz Légierő egyik Szu–27-es vadászrepülőgépe, javítást követő tesztrepülés közben a Vozdvizsenka légibázis közelében. A gépen lévő két pilóta sikeresen katapultál és megfigyelésre kórházba kerülnek.[85]
- szeptember 21.
  - Lezuhan a NATO egyik Sikorsky UH–60 Black Hawk típusú helikoptere Afganisztán déli részén Dajcsopan térségében, a gépen az afganisztáni nemzetközi biztonsági erők (ISAF) tíz katonája veszti életét. A gép lezuhanásának okai tisztázatlanok.[86][87]
  - Felszállás közben összeomlik a bal oldali főfutója az Air Cargo Germany, Boeing 747–400 (lajstromszáma: D-ACGD) típusú teherszállító gépének a hongkongi nemzetközi repülőtéren. A 6U-8732-es (Hongkong–Karaganda) járatszámú gépen senki nem sérül, a gép súlyosan megrongálódik.[88]
- szeptember 23.
  - Hadgyakorlat közben lezuhan a Horvát Légierő két MiG–21 típusú vadászrepülője. A pilóták időben katapultálnak és jól vannak. A 108-as és 120-as oldalszámú gép a média szerint a levegőben ütközött össze.[89][90]
  - Kiképzési repülés végrehajtása közben lezuhan a Fehérorosz Légi- és Légvédelmi Erő egyik MiG–29 típusú vadászgépe. A két pilóta életét veszti.[90]
  - Kiképzési repülés végrehajtása közben a Karnaphuli folyóba zuhan a Bangladesi Légierő egyik F–7-es vadászgépe. A pilóta sikeresen katapultál és kórházba szállítják.[90]
- szeptember 24.
  - Lezuhan az Indiai Légierő egyik MiG–27 típusú vadászbombázó repülőgépe Nyugat-Bengáliában, a Kalaikunda légibázistól körülbelül 40 kilométerre, keletre. A gép pilótája katapultál és könnyebben sérül.[91]
  - Leszálláskor összeomlik mindkét főfutója az olasz Windjet 243-as Róma–Palermo járatát teljesítő Airbus A319–100 (Lajstromszáma: EI-EDM) típusú utasszállító gépének. A gépen 123 utas és 6 főnyi személyzet tartózkodik 20-an könnyebben sérülnek, az Airbus súlyosan megrongálódik.[92]
- szeptember 25. – Lezuhan egy lengyel Cessna típusú kisrepülőgép Horvátországban. A gép Zalaegerszegről Anconába tart, a roncsokat Krnjak település környékén találják meg. A pilóta és utasa életét veszti.[93]

### október
- október 1. – Leszállás közben túlszalad a Manteói futópályán és a vízben köt ki a Colnan Inc. egyik Cessna 550 Citation II. (Lajstromszáma: N262Y) típusú utasszállító gépe. A Tampából felszálló gépen 5 utas és 2 főnyi személyzet tartózkodik, senki nem sérül meg.[94]
- október 4. – Kiképzési repülés teljesítése közben kényszerleszállást hajt végre a Szingapúri Légierő (RSAF) egyik AH–64 Apache típusú helikoptere. A gép lakóövezetben nyílt terepen ér földet a pilóták nem sérülnek és a földön sincs sérült, a helikopter azonban kettétörik. A baleset okainak kivizsgálásáig a típus nem repülhet.[95]
- október 6.
  - Lezuhan a mexikói Aviones Taxi, Cessna Citation 501 (lajstromszáma:XA-TKY) típusú utasszállító gépe. A Minatitlan–Veracruz útvonalon repülő gép a Mexikói-öbölbe zuhan. A gép hat utasa és a két pilóta életét veszti.[96][97]
  - Elektromos kábelnek ütközik, majd lezuhan a Tádzsik Nemzeti Gárda egyik Mi–8 típusú helikoptere. A legénység 4 tagja életét veszti hárman megsérülnek.[97][98]
- október 12.
  - Lezuhan a National Air Cargo egyik bérelt L–100 Hercules (Lajstromszáma: 5X-TCU; járatszáma: MUA-662) típusú teherszállító repülőgépe Afganisztánban, Kabultól 25-30 kilométerre a hegyekben. A NATO erőknek utánpótlást szállító gépen nyolcan vesztik életüket.[99][100]
  - Leszállás közben vállról indítható rakétával rálőnek egy CH–47 Chinook típusú szállító helikopterre Afganisztánban Kunar tartomány keleti részén. A gép az Afgán Hadsereg és a Nemzetközi Békefenntartó Erők katonáit szállítja. Egy ember meghal nyolcan megsérülnek.[101]
  - A futómű fékjeinek meghibásodása miatt túlszalad a futópályán a nepáli Sita Air egyik Dornier Do 228 típusú utasszállító gépe (Lajstromszáma: 9N-AHB). A Katmandu–Lukla járatot teljesítő gépen 11 utas és 3 fős legénység tartózkodik. A balesetben senki nem sérül meg, de a gép orra összetörik.[102]
- október 16. – Leszállás közben túlszalad a futópályán a Zambiai Légierő egyik Harbin Y–12–II (Lajstromszáma: AF-215) típusú utasszállító gépe a zambiai Kasempában található Mukinge Repülőtéren. A gépen magas rangú kormánytisztviselők utaznak, senki nem sérül meg, de a gép javíthatatlan sérüléseket szenved.[103]
- október 19.
  - Kabinnyomás problémák miatt kényszerleszállást hajt végre a Lufthansa LH-1104-es Frankfurt – Lipcse járatát teljesítő Boeing 737–500-as (Lajstromszáma: D-ABIR) típusú utasszállító gépe Lipcsében. A gépen 70 utas és 5 főnyi személyzet tartózkodik, a sikeres leszállás után 5 utas kórházba kerül keringési problémák miatt.[104]
  - Súlyosan megsérül a V Australia légitársaság Boeing 777–300 (Lajstromszáma: VH-VPD) típusú utasszállító gépének bal oldali szárnya, amikor azt a kifutópályára vontatják. A szárny vége egy hangár falának ütközik a Los Angelesi Repülőtéren, személyi sérülés nem történik , de a VA-8 Los Angeles – Brisbane járatot törlik.[105]
- október 20. – Felszállása után 2,5 órával erős légörvénybe kerül a Vietnam Airlines VN-535-ös Hanoi–Párizs járatán közlekedő Boeing 777–200 (lajstromjele: VN-A147) típusú utasszállító gépe. A gépen 33 utas sérül, többen kórházba kerülnek a leszállás után.[106]
- október 21. – Lezuhan a Tracep, Let L–410UVP (lajstromjele: 9Q-CUA) típusú gépe a Kongói Demokratikus Köztársaság területén Bugulumisa település közelében. A gépen két pilóta tartózkodik mindketten életüket vesztik. A Bukavuból Shabundába tartó gép, szemtanúk szerint már a levegőben kigyullad.[107][108]
- október 23. – Lezuhan egy Agusta A–109A–II típusú helikopter (lajstromjele: N2NR) Észak-Írországban Hilltown közelében. A gép pilótája és két utasa életét veszti.[109]
- október 24. – Meghibásodik a motorja és kényszerleszállást hajt végre az argentin Paracaidismo Casares An–2T típusú gépe (lajstromjele: CX-CAP) röviddel a felszállása után. A gépen 1 pilóta és 9 ejtőernyős utazik, senki nem sérül meg, de a gép összetörik.[110]
- október 27. – Lezuhan az indonéz rendőrség egyik PZL M28–05PI Skytruck típusú, P-4202 lajstromjelű repülőgépe a nyugat pápuai Wami közelében. A gép fedélzetén öten tartózkodnak mindnyájan életüket vesztik. A balesetért az időjárást okolja az Indonéz Közlekedési Hatóság.[111][112]
- október 28. – Lezuhan egy Eurocopter AS350 típusú helikopter az Antarktiszon, a gép a francia kutatóállomásra tart. A gépen lévő 4 ember életét veszti.[113]

### november
- november 1. – Lezuhan a Román Légierő 329-es oldalszámú MiG–21 LanceR B típusú kétüléses oktatórepülőgépe, Calarasi közelében, a gépen lévő két pilóta életét veszti.[114]
- november 2. – Túlszalad a futópályán, majd összeomlik az orrfutója a Lionair egyik B737–4Y0 típusú utasszállító gépének (lajstromjele: PK-LIQ), (járatszáma: JT-712) az indonéziai Pontianak repülőterén. A gépen 169 utas és 5 fős legénység tartózkodik senki nem sérül meg, de a gép súlyosan megrongálódik.[115]
- november 4.
  - Lezuhan a kubai Aerocaribbean SA egyik ATR 72-212 típusú utasszállító repülőgépe Guasimal település közelében. A 7L-883-as járatszámú Santiago de Cuba városából Havannába tartó utasszállító repülőgép fedélzetén 68 ember tartózkodik, mindnyájan életüket vesztik.[116]
  - Röviddel a felszállása után az egyik hajtómű meghibásodása miatt visszafordul és kényszerleszállást hajt végre a Qantas ausztrál légitársaság egyik Airbus A380–800 típusú utasszállító gépe (lajstromjele: VH-OQA). A QF-32 Szingapúr – Sydney járatot teljesítő gépen 459-en tartózkodnak, de senki nem sérül meg. A gépről leváló hajtómű burkolatot Indonéziában találják meg. A gép szárnya is megsérül az incidensben.[117][118]
  - Orrfutó nélkül landol a Global Air egyik Boeing 737 típusú utasszállító gépe (lajstromjele: XA-UHY) a mexikói Puerta Vallarta repülőterén. A gép fedélzetén 99 utas és 5 fős legénység tartózkodik, senki nem sérül, de a gép súlyosan megrongálódik.[119]
- november 5. – Lezuhan a pakisztáni JS Air, Beechcraft 1900 típusú utasszállító gépe Karacsi közelében. A gépen az ENI olajtársaság alkalmazottai utaznak. A 19 utas és 2 pilóta életét veszti. A balesetet a gép egyik hajtóművének meghibásodása okozza.[120]
- november 10. – Lezuhan az Indiai Légierő egyik MiG–27 típusú vadászbombázó gépe Rádzsaszthán tartományban, Jodhpur városától mintegy 60 km-re. A gép pilótája A. Patni repülő hadnagy a gép lezuhanása előtt katapultál, sérülések nélkül megússza a balesetet. A gép lakatlan területre zuhan így a földön sem sérül senki.[121]
- november 11.
  - Kiképző repülés közben lezuhan az Izraeli Légierő egyik F–16I típusú harcászati vadászbombázó repülőgépe az ország déli részén, a Ramon mahtesekben (Mahtes Ramon, erózióskráter-csoportok). A repülőesemény 10-én éjszaka történik, csak másnap közli a légierő. A kétfős legénység – Amihai Itkis őrnagy pilóta (28 éves, Sde Warburg-ból) és Emanuel Levy őrnagy navigátor (30 éves, Ma’ale Adumim-ból) – életét veszti. A repülési adatrögzítőket 11-én megtalálják, melyeket kivizsgálásra az USA-ba küldenek. A legénység jól képzett, Levy őrnagy egyike a legelsőnek típusátképzettek közül.[122][123][124]
  - Leszállás közben felrobban legalább két gumiabroncsa és kettészakítja a Tarco Airlines (lajstromjele: ST-ARQ) szudáni légitársaság Antonov 24B típusú szállítógépét, a Zalingei Repülőtéren. A balesetnek 6 halálos áldozata van, 36-an megsérülnek, a gép kiég.[125]
- november 16. – Gyakorló repülés közben lezuhan az Amerikai Légierő egyik F–22 Raptor típusú vadászgépe Alaszkában. A Rocky Three hívójelű gép az Elmendorf-Richardson légibázison állomásozó 3. Ezred állományába tartozik. A gép roncsait alaszkai idő szerint november 17-én délelőtt 10:15 körül találják meg. A pilótáról nincs információ[126]

- november 19. – Felszállása után pár perccel lezuhan az Indiai Légierő egyik Mi–17-es helikoptere. A szerencsétlenség helyszíne India Kínával határos, északkeleti állama, Arunácsal Prades. A gép fedélzetén 12-en tartózkodnak, mindnyájan életüket vesztik.[127]
- november 24. – Felszállása után nem sokkal lezuhan a Mexikói Légierő egyik An–32B típusú teherszállító repülőgépe. A 3101-es oldalszámú An-32-es a 301. század kötelékébe tartozott és a Santa Lucia Légibázisra szállított volna felszerelést. A gépen utazó 5 ember életét veszti.[128]
- november 25. – Lezuhan egy olajmunkásokat szállító Mi–8T típusú helikopter az oroszországi Strezhevoyban, az RA-22376 lajstromjelű gépen tízen utaznak, melyből 8 fő életét veszti. A balesetet a villanyvezetékek közé akadó farokrotor okozza.[129]

- november 28.
  - Felszállása után nem sokkal lezuhan a grúz Sun Way légitársaság Il–76 típusú teherszállító repülőgépe a pakisztáni Karacsiban. A gép egy épülő házra zuhan, ezért az ott tartózkodó 4 munkás és a gépen utazó 8 fő életét veszti. A 4L-GNI lajstromjelű gép Szudánba szállított volna felszerelést.[130][131]
  - Hirtelen légnyomásváltozás miatt kényszerleszállást hajt végre a Cathay Pacific egyik B747 típusú utasszállító repülőgépe (lajstromszáma: B-HOP) a kazahsztáni Karagandi repülőterén. A CX-270-es Amszterdam – Hongkong járatot teljesítő gépen 306 utas és 20 főnyi személyzet tartózkodik, a kényszerleszállásban senki nem sérül meg.[132]

### december
- december 4. – Kényszerleszállást hajt végre és a futópályának ütközve darabokra törik a Dagestan Airlines RA-85744 lajstromjelű, a moszkvai Vnukovói repülőtérről Mahacskalába induló egyik Tu–154M típusú utasszállító repülőgépe a moszkvai Domogyedovói repülőtéren. A gépen tartózkodó 169 fő közül 3-an életüket vesztik, 87-en megsérülnek. A balesetet az előzetes vizsgálatok szerint pilótahiba okozta, ugyanis a pilóták elfelejtették bekapcsolni az üzemanyag-szivattyúkat.[133]
- december 7. – Véglegesen kivonja az aktív szolgálatból 17 év után a MiG–29 típusú vadászgépeket a Magyar Légierő. Az orosz államadósság fejében érkezett 22 darab együléses MiG–29B és 6 darab kétüléses MiG–29UB vadászrepülőgép még 2010. december 31-ig készenléti szolgálatot lát el, majd végleg leselejtezik őket.[134]
- december 8. – Lezuhan egy Cessna 152 típusú kétüléses sportrepülőgép (lajstromjele: HA-ERM) Tököl és Halásztelek között. Felszállás után a sűrű ködben a pilóta elveszti tájékozódó képességét. Megpróbál visszafordulni a repülőtérre, de mivel nincs tisztában a pozíciójával, a reptér és a Duna közti erdőre zuhan, a pilóta életét veszti. A repülőgéppel eredetileg Szentkirályszabadjára tervezett repülni.[135]
- december 15.
  - Lezuhan a nepáli Tara Air egyik DHC–6 Twin Otter típusú utasszállító repülőgépe. A 9n-AFX lajstromú gépen 19 utas és 3 fős személyzet tartózkodik, mindnyájan életüket vesztik.[136]
  - Kényszerleszállást hajt végre a Dél-Afrikai Légierő egyik Agusta A109 típusú helikoptere Ballito település közelében. A 4021-es oldalszámú gép jelentősen károsodik, a gépen 4 katona tartózkodik hárman könnyebben megsérülnek. Ez rövid időn belül a második baleset a típussal, ezért a gépek az okok kiderítéséig nem repülhetnek.[137]
- december 16. – Lezuhan a Cseh Légierő egyik kiképzésre használt L–39 Albatros típusú repülőgépe. A 2341-es lajstromú gép Prágától 180 kilométerre Biskupice település közelében csapódik a földbe, mindkét pilóta sikeresen katapultál. A gépen előzőleg hajtóművet cseréltek.[138]
- december 23. – Lezuhan az Amerikai Nemzeti Gárda egyik UH–72 típusú helikoptere. A gép Vieques szigetéről tartott Puerto Ricóba. A gép törzsét az Atlanti-óceánban találják meg. A gépen utazó hat ember életét veszti, de a holttesteket ezidáig nem találták meg.[139]
- december 28. – Lezuhan az Orosz Légierő egyik Antonov An–22 típusú szállító gépe Tula és Orjol térségében. Az RA-09343 regisztrációs számú gépen 12-en tartózkodnak, mindannyian életüket vesztik. A baleset körülményei tisztázatlanok a kivizsgálás folyik.[140][141]

## Első felszállások
- január 29. – PAK FA
- február 8. – Boeing 747–8
- április 22. – Boeing X–37B OTV–1[142]
- december 29. – Tu–204MSZ[143]

## Lásd még
- Légi katasztrófák